# Walentina Michailowna Maximowa
Walentina Michailowna Maximowa (russisch Валентина Михайловна Максимова, englische Transkription Valentina Maksimova; * 21. Mai 1937 in Tula, Sowjetunion) ist eine ehemalige sowjetische Radrennfahrerin, die auf der Bahn aktiv war.

## Sportlicher Werdegang
Zum Radsport kam Maximowa im Alter von 14 Jahren. Im Zeitraum von 1953 bis 1955 gewann sie mehrere nationale Titel auf der Bahn im Sprint, Zeitfahren, in der Einerverfolgung und der Mannschaftsverfolgung. Beim erstmals im Rahmen der Bahnradsport-Weltmeisterschaften 1958 ausgetragenen Frauenwettbewerb im Sprint wurde sie Vizeweltmeisterin hinter ihrer Landsfrau Galina Jermolajewa. Auch in den folgenden drei Austragungen bis 1961 gewann sie jeweils die Silbermedaille im Sprint. Noch bis 1969 war sie Mitglied der Nationalmannschaft, blieb aber international ohne weitere Medaillen.
Bereits neben dem Radsport absolvierte Maximowa ihr Studium an der Pädagogischen Hochschule in ihrer Heimatstadt Tula. Nach dem Karriereende wurde sie 1969 Mitarbeiterin in der Zentralen Staatlichen Hochschule für Körperkultur in Moskau, wo sie bis 2007 als Dozentin und Wissenschaftliche Mitarbeiterin tätig war und den Doktor (Kandidat der Wissenschaften) in Pädagogik erwarb. Parallel dazu war Maximowa Mitglied des Präsidiums des russischen Radsportverbandes und zuständig für Frauen-Bahnradsport.

## Ehrungen
- 1963 – Verdienter Meister des Sports der UdSSR
- Medaille „Veteran der Arbeit“

## Erfolge
1953
- Sowjetische Meisterin – Sprint, Einerverfolgung

1954
- Sowjetische Meisterin – Sprint, 500-m-Zeitfahren, Einerverfolgung

1955
- Sowjetische Meisterin – Sprint, Mannschaftsverfolgung

1958
- Weltmeisterschaften – Sprint

1959
- Weltmeisterschaften – Sprint

1960
- Weltmeisterschaften – Sprint

1961
- Weltmeisterschaften – Sprint